# Tenterfield Shire
Tenterfield Shire är en kommun i Australien. Den ligger i delstaten New South Wales, i den sydöstra delen av landet, omkring 540 kilometer norr om delstatshuvudstaden Sydney. Antalet invånare var 6 628 vid folkräkningen 2016.
Följande samhällen finns i Tenterfield Shire:
- Tenterfield
- Legume
- Drake